# Hotline Miami
Hotline Miami — відеогра у жанрі шутер з видом зверху, розроблена студією Dennaton Games та випущена компанією Devolver Digital для операційної системи Microsoft Windows. Гра була створена Джонатаном Сьодерстрьомом і Деннісом Ведіном.
Дія гри відбувається в 1989 році в Маямі, головним чином, навколо неназваного мовчазного героя, якого шанувальники прозвали Джекетом. Джекет отримує на свій автовідповідач закодовані повідомлення з вказівками вчинити масові вбивства проти місцевої російської мафії. Гра поєднує вид зверху з елементами стелсу, екстремального насилля та сюрреалістичного сюжету, а також використовує саундтрек і візуальний стиль, натхненні культурою 1980-х років. Основним впливом на гру став Девід Лінч, а ще одним значним впливом був фільм 2011 року «Drive» з його мінімалістичним сюжетом, використанням діалогів, зображенням насильства і музичним стилем. Документальний фільм 2006 року «Кокаїнові ковбої» вплинув на обстановку гри, а герой серії Half-Life Гордон Фрімен вплинув на відсутність голосу Джекета.
Після виходу Hotline Miami отримала велику критичну похвалу з високою оцінкою сюжету, тематики, музики та геймплею. З того часу її вважають однією з найкращих ігор усіх часів, а також визнають величезний вплив цієї незалежної відеогри та її культовий статус  . Продовження Hotline Miami 2: Wrong Number було випущено 10 березня 2015 року.

## Геймплей
Hotline Miami поділена на кілька розділів, кожен з яких складається з кількох етапів. На початку більшості розділів Джекет прокидається в своїй квартирі і слухає загадкові повідомлення на своєму автовідповідачі. Ці повідомлення кажуть йому виконати певне завдання в певному місці, що в кожному випадку розуміється як евфемізм для вбивства кожної людини в цьому місці (наприклад, «забезпечити відвідувачам готелю гарне перебування» або «позбутися паразитів»). Перед початком місії гравця просять вибрати маску тварини, яку він буде носити. Кожна маска, за винятком маски Річарда, стандартної маски півня, надає унікальну перевагу, як-от швидше переміщення, початкова зброя, техніка ведення бою тощо.
На кожному етапі гравець пересувається по будівлі з видом зверху, а метою майже завжди є вбивство всіх опонентів усередині. Час від часу гравцю також потрібно перемогти боса в кінці розділу або знайти ключові предмети, досліджуючи оточуюче середовище. Деякі рівні також містять приховані маски тварин, які гравець може знайти по ходу гри, часто на тілах інших вбивць, які не впоралися з завданням, яке зараз виконує Джекет.
За замовчуванням, гравець починає кожне завдання без зброї, просто біля місця призначення. Більшість ворогів несуть різноманітну холодну та вогнепальну зброю, яку можна зібрати як з їх тіл, так і з навколишнього середовища. Будучи значно в меншості, гравець повинен покладатися на свою підвищену обізнаність (здатність бачити те, що знаходиться всередині кожної кімнати великим радіусом) і використовувати або прихованість, або переважну силу, або комбінацію обох, щоб подолати ворогів. Однак, оскільки головний герой гравця не має більшої стійкості, ніж вороги, часто достатньо одного постріла в головного героя для його смерті. Незважаючи на високу смертельність персонажа під час гри, удари, такі як удари кулаком, кидання зброєю та удари по дверима, лише збивають ворогів з ніг, змушуючи гравця жорстоко вбивати їх, коли вони опиняються на землі. Крім того, крім більш загальних мафіозі у білих костюмах, гравець пізніше зіштовхується з охоронними собаками, поліцейськими та іншими противниками, які вимагають використання різних стратегій для їх перемоги.
Штучний інтелект ворогів у грі має невеликі відмінності, що робить їх рухи іноді непередбачуваними і ускладнює планування ідеального підходу. Щоб компенсувати це, Hotline Miami дозволяє гравцеві перезапускати кожен етап з самого початку, як тільки він загине, що дозволяє швидко налаштовувати свій підхід за декілька спроб. В кінці кожного розділу гра оцінює виконання гравця на основі таких факторів, як швидкість, різноманітність та безрозсудність, з високими балами, що відкривають нову зброю та додаткові маски.

## Синопсис

### Сюжет
Сюжет Hotline Miami відбувається в Маямі 1989 року, де гравець бере на себе роль неназваного чоловіка, якого фанати прозвали Джекетом (англ. Jacket) через його характерну куртку з літерами. Одного дня він отримує повідомлення на автовідповідач про доставку «печива» до його дому. Джекет знаходить пакет ззовні, який містить маску півня й інструкції з вбивства російської мафії та крадіжки кейсу, який вони тримають, попереджаючи, що за ним спостерігають і «невдача не припустима». Після виконання завдання він отримує подальші повідомлення на автовідповідач, кожне з яких просить його вирішити незначну «проблему» за певною адресою. Ці місця, як правило, містять злочиний елемент, зазвичай російську мафію, яку він повинен усунути. Протягом гри Джекет має візії, де його зустрічають три фігури у масках: загадковий Річард у масці півня, ворожий Расмус у масці сови та співчутливий Дон Хуан у масці коня.
Особистість осіб, які носять маски, відображається у тих, хто їх носить. Сова Расмус належить члену російської мафії. Кінь Дон Хуан — дівчина, яку Джекет рятує пізніше у грі. Маска півня, Річард, належить самому гравцю, Джекету.
Під час нападу на особняк кінорежисера Джекет рятує дівчину і привозить її додому, доглядаючи за її здоров'ям. Згодом вони розвивають стосунки. У іншому завданні Джекет отримує виклик до телефонної компанії, де він знаходить всіх мертвими, крім одного єдиного мотоцикліста, з яким він бореться і пізніше вбиває. Під час виконання деяких завдань Джекет знаходить інших вбивць з масками тварин, які померли або знаходяться на межі смерті.
Після більшості завдань він відвідує магазин або ресторан, де його зустрічає один і той самий бородатий продавець, прозваний фанатами Бородою. Він підбадьорює Джекета і дає йому безкоштовні товари, такі як піца, фільми та алкоголь.
Сприйняття реальності Джекета стає дедалі нереальним, оскільки він починає бачити розмовляючих трупів своїх жертв у повсякденному житті. Борода раптово помирає, його закривавлене тіло залишається на його робочому місці, і його замінює грубий лисий чоловік на ім'я Ріхтер, який нічого не пропонує Джекету. Одного дня Джекет повертається додому і знаходить свою дівчину вбитою, а на його дивані сидить чоловік у масці щура, який стріляє йому в груди. Виявляється, що все до цього моменту було коматозним сном. Джекет потрапив у кому після пострілу і пережив події гри, перебуваючи в комі. Він прокидається у лікарні і чує, що його нападника утримують поліція. Джекет тікає з-під нагляду у лікарні і нападає на поліцейський відділок Маямі, вбиваючи всіх, хто перебуває всередині.
Джекет виявляє, що його нападником був Ріхтер, який також діяв за вказівками загрозливих повідомлень з автовідповідача. Джекет б'є Ріхтера і допитує його. Після отримання необхідної інформації, Джекет краде файл з розслідування поліції щодо вбивств. Гравець може вибрати, чи задушити Ріхтера, чи пощадити його й відійти. В канонічній версії Джекет вирішує пощадити Ріхтера, як це показано у продовженні. Після цього він нападає на нічний клуб, який був відстежений за допомогою дзвінків, і знаходить адресу штабу російської мафії в Маямі. Джекет вирушає на цю адресу і вбиває кожного всередині, включаючи лідерів синдикату.
Головна історія гри закінчується коли Джекет вбиває обох лідерів російської мафії. Після цього гравець може проходити бонусні рівні за Байкера з телефонної компанії до, під час та після подій. Це залишає сюжет відкритим для тлумачень, оскільки в цій сюжетній лінії Байкер перемагає Джекета. Як і інші отримувачі загадкових повідомлень, Байкер втомився виконувати їхні завдання і намагається відстежити тих, хто здійснює дзвінки. За допомогою нападу на телефонну компанію, він відслідковує дзвінки до нічного клубу, що належить мафії. У клубі Байкер знаходить приховане підвальне приміщення, де двоє людей, які виглядають як прибиральники (вони з'являлися протягом кількох рівнів), надсилали загадкові повідомлення. Якщо гравець знайшов секретні листи, приховані на рівнях Джекета, Байкер зламає пароль їх комп'ютера і дізнається, що прибиральники працюють на організацію «50 благословінь», яка офіційно вважається мирною патріотичною організацією, але використовує своїх членів для вбивств, щоб зірвати російсько-американське союзництво (альянс між Радянським Союзом і Сполученими Штатами). Прибиральники хваляться, що їхній «експеримент» — лише «верхівка айсберга» більшої змови. Без пароля прибиральники стверджують, що вони діяли з нудьги і насміхаються з спроби Байкера раціоналізувати свої дії.

### Персонажі
- Джекет — головний персонаж гри, отримав своє прізвисько через студентську куртку, яку він носить протягом гри. Протягом першої частини гри він приміряє різні маски тварин (що дають різні здібності і відображають псевдоніми операторів) і здійснює низку звірячих убивств, слідуючи загадковим повідомленням, залишеним на автовідповідачі.
- Борода — другорядний персонаж, що представляється як касир кожного місця, в які приходить Джекет після закінчення рівнів. Він змінює свою зовнішність залежно від закладу, який відвідує головний персонаж. У кожному з них Борода зустрічає Джекета як старого друга, кажучи, що вже все для нього замовив, а куплене ним піде за рахунок закладу.
- Ріхтер — другорядний персонаж і антагоніст в масці щура. Молодий хлопець, що живе з матір'ю, яка тяжко хвора. Як і Джекет, працював на «50 благословень» не з власної волі.
- Байкер — головний персонаж гри на бонусних рівнях. Байкер не використовує вогнепальну зброю, проте йому дається тесак і 3 метальні ножі. Має підвищену швидкість. Також виконував завдання «50 благословень» проти власної волі, але врешті-решт пішов проти організації.

## Розробка

### Рання концепція
Hotline Miami була духовним спадкоємцем невипущеної гри під назвою Super Carnage. Джонатан Сьодерстрьом почав працювати над грою, коли йому було 18 років, описуючи її як шутер із видом зверху, в якому метою було вбити якомога більше людей. Проєкт був скасований через труднощі у програмуванні алгоритму шляхоуказання штучного інтелекту. Пізніше Сьодерстрьом зустрівся з Деннісом Ведіном, співаком і клавішником синтпанк гурту Fucking Werewolf Asso. Вони співпрацювали над промо-грою для гурту під назвою Keyboard Drumset Fucking Werewolf, а також над іншою грою під назвою Life/Death/Island, яка була скасована. Сьодерстрьом і Ведін вирішили, що їхня наступна гра буде комерційним випуском через фінансові труднощі. Вони побачили потенціал у грі Super Carnage і вирішили розширити її, почавши розробку Hotline Miami. На запитання в інтерв'ю щодо його перших вражень від прототипу Сьодерстрьома, Ведін відповів: «Я полюбив його з самого початку! Я грав у його прототип довгий час (навіть якщо він містив лише один рівень), і це було найзахопливіше — створювати гру, в яку ми самі любимо грати. Ми ніколи не думали про те, що подумають інші люди, ми просто хотіли грати в неї, і для цього ми мусили створити її».

### Натхнення
Найбільшим впливом на сюжет гри став Девід Лінч. Ще одним помітним впливом на сюжет був фільм 2011 року «Драйв», завдяки його мінімалістичному сюжету, відсутності діалогів, музики та зображенню насильства. Гордон Фрімен, безмовний головний герой серії Half-Life, також вплинув на розробників через відсутність голосу у головного героя. Документальний фільм «Кокаїнові ковбої» вплинув на рішення розробника використати Маямі 1980-х як місце, де відбувається сюжет. Стосовно використання масок розробники сказали, що їх надихнув фільм «Пипець» і вони намагалися знайти спосіб, яким людина з невеликими коштами могла б маскуватися.

## Маркетинг і реліз
Обкладинку гри створив шведський художник Ніклас Окерблад. Перед випуском Hotline Miami, Devolver Digital відкрили телефонну лінію в Маямі, Флорида, щоб дати можливість людям залишати голосові повідомлення. Незабаром після офіційного випуску гри в кінці жовтня 2012 року було створено трейлер, використовуючи ці записи. На початку листопада 2012 року оновлення гри додало підтримку геймпаду, було виправлено численні помилки, виконано кілька коригувань геймплею, графічні налаштування та нову бонусну карту під назвою «Highball». В середині грудня 2012 року Devolver Digital, повідомив, що за сім тижнів з моменту випуску було продано 130 000 копій гри. У інтерв'ю для Eurogamer проєктний менеджер Грейм Стратерс висловив велику радість за творців Hotline Miami, Джонатана Сьодерстрьома і Денніса Ведіна, додавши, що «це дуже талановиті хлопці».
В інтерв'ю з Pocket Gamer, Сьодерстрьом заявив, що його команда розмовляла з Sony про випуск гри на пристроях PlayStation, включаючи PlayStation Vita, хоча вони потребували сторонньої компанії для портування. Також розробники розглядали можливість портування гри на пристрої з сенсорним екраном, такі як iOS і Android. Версія гри для iOS була випущена 19 березня 2013 року. В середині лютого 2013 року Devolver Digital та розробник Dennaton Games підтвердили, що гра буде доступна на PlayStation 3 і PlayStation Vita влітку того ж року. Гра була випущена як крос-бай-тайтл, що означає, що гравці, які придбали її на Vita або PlayStation 3, можуть грати на обох платформах, не купуючи її повторно. Портування було здійснене компанією Abstraction Games, яка перенесла рушій гри з Game Maker 7 на PhyreEngine, також додавши поліпшене керування, додаткову маску, яку можна розблокувати, та онлайн-таблиці лідерів. Ці функції пізніше були додані до PC-версії у вигляді оновлення. У той час також було заявлено про продаж понад 300 000 копій гри.
28 травня 2013 року гра була включена в восьмий пакет Humble Indie Bundle, як одна з ігор, які пропонуються за оплату суми вище середньої. Версія Hotline Miami для Linux була випущена одночасно з набором на той час. 24 червня 2013 року версія Hotline Miami для PlayStation 3 і PlayStation Vita була випущена раніше через заплановане технічне обслуговування мережі PlayStation Network. 24 березня 2014 року Devolver Digital оголосила, що гра буде доступна на PlayStation 4 з підтримкою перекупівлі. Версія Hotline Miami для PlayStation 4 була випущена 19 серпня 2014 року.
11 вересня 2014 року компанія Overkill Software, розробники гри Payday 2, оголосили про випуск пакету додаткового контенту, заснованого на грі Hotline Miami. Випуск DLC відбувся 30 вересня як спільна робота між Dennaton Games і Overkill Software. Зміст включав розширення під назвою «Hotline Miami», натхненне самою грою Hotline Miami, а також ігрового персонажа на основі героя Hotline Miami, якого можна було отримати при володінні цифровим спеціальним виданням гри Hotline Miami 2: Wrong Number.
В Японії Spike Chunsoft випустила локалізовані версії гри Hotline Miami і Hotline Miami 2: Wrong Number для PlayStation 4 і PlayStation Vita, які були упаковані разом і випущені під назвою Hotline Miami: Collected Edition 25 червня 2015 року.
19 серпня 2019 року Hotline Miami і Hotline Miami 2: Wrong Number були випущені на Nintendo Switch у вигляді пакета, який отримав назву Hotline Miami Collection.
Hotline Miami Collection була портована на Xbox One 7 квітня 2020 року, а також на Stadia 22 вересня 2020 року.

## Саундтрек
Саундтрек Hotline Miami офіційно можна було знайти на обліковому записі Devolver Digital на SoundCloud. Пізніше він став доступним для придбання на цифровій дистрибуційній платформі Valve, Steam, як додатковий контент до основної гри. Хоча саундтрек доступний для покупки, всі музичні файли можна знайти у папці гри у форматі Ogg Vorbis (хоча часто вони є редагованими версіями).
| #       | Назва                   | Виконавець                   | Тривалість |
| ------- | ----------------------- | ---------------------------- | ---------- |
| 1.      | «Horse Steppin»         | Sun Araw                     | 10:10      |
| 2.      | «Hydrogen»              | M.O.O.N.                     | 4:49       |
| 3.      | «Paris»                 | M.O.O.N.                     | 4:31       |
| 4.      | «Crystals»              | M.O.O.N.                     | 4:49       |
| 5.      | «Vengeance»             | Perturbator                  | 2:53       |
| 6.      | «Deep Cover»            | Sun Araw                     | 8:05       |
| 7.      | «Miami»                 | Jasper Byrne                 | 3:19       |
| 8.      | «Hotline»               | Jasper Byrne                 | 3:12       |
| 9.      | «Knock Knock»           | Scattle                      | 4:04       |
| 10.     | «Musikk per automatikk» | Elliott Berlin               | 3:05       |
| 11.     | «Miami Disco»           | Perturbator                  | 4:31       |
| 12.     | «Release»               | M.O.O.N.                     | 6:02       |
| 13.     | «A New Morning»         | Eirik Suhrke                 | 2:28       |
| 14.     | «Flatline»              | Scattle                      | 2:14       |
| 15.     | «Silver Lights»         | CoConuts                     | 6:36       |
| 16.     | «Daisuke»               | El Huervo feat. Shelby Cinca | 2:42       |
| 17.     | «Turf»                  | El Huervo                    | 5:04       |
| 18.     | «Crush»                 | El Huervo                    | 2:40       |
| 19.     | «Electric Dreams»       | Perturbator                  | 4:45       |
| 20.     | «Inner Animal»          | Scattle                      | 3:40       |
| 21.     | «It's Safe Now»         | Scattle                      | 2:43       |
| 22.     | «To The Top»            | Scattle                      | 1:58       |
| 1:34:20 |                         |                              |            |

## Рецепція
| Агрегатор  | Оцінка                                 |
| ---------- | -------------------------------------- |
| Metacritic | (PC) 85/100 (PS3) 87/100 (VITA) 85/100 |

| Видання        | Оцінка  |
| -------------- | ------- |
| Eurogamer      | 10/10   |
| Game Informer  | 7.75/10 |
| GamesRadar+    | [ 38 ]  |
| GameTrailers   | 8.7/10  |
| IGN            | 8.8/10  |
| PC Gamer (США) | 86/100  |
| VideoGamer.com | 9/10    |

### Критичний прийом
Hotline Miami отримала позитивні відгуки при виході. Критики високо оцінили її неонове зображення андеграундного Маямі 1980-х років, яке переповнене силою брутальності та ультранасиллям ближнього бою, де гравець знаходиться в гіршому становищі, ніж його вороги, і повинен використовувати розум і хитрість, щоб прокласти шлях через неможливі ситуації. Саундтрек гри отримав високу оцінку за підкреслення вже наявної напруженості та жорстокості. Веб-сайт-агрегатор відгуків Metacritic надав оцінку 87/100 версії для PlayStation 3 на основі 19 оглядів, оцінку 85/100 версії для PlayStation Vita на основі 27 оглядів та оцінку 85/100 версії для Microsoft Windows на основі 51 огляду.
Eurogamer оцінив гру на 10/10, і рецензент Том Бремвелл відзначив, що гра поєднує різноманітні елементи, які є необхідними для загального враження.
PopMatters оцінив версію гри для PlayStation 3 на 9/10, а рецензент Ерік Свейн написав: «Hotline Miami все ще є внутрішньою інтроспективною погруженням у світ маніяка, який живе у неоновому блиску кінця 80-х років. Ви все ще навколо розстрілюєте групи хуліганів під впливом голосу, що лунає з іншого кінця телефонних розмов, якого дивним чином достатньо для того, щоб збентежити вас і вбити всіх, кого ви знаходите за вказаною адресою. Ви все ще обираєте маску тварини, яку будете носити перед входом до цих зон смерті, і у вас все ще є різноманітна зброя, за допомогою якої ви прокладатимете собі шлях через натовпи російських хуліганів і поліції, кидаючись у бій, стріляючи та розтрощуючи».
IGN оцінив гру на 8,8/10 і підкреслив її «вражаюче поєднання швидкого надмірного насильства, густої і викликної історії та чудової презентації». У своєму остаточному висновку рецензент Чарльз Онйетт зазначив: «Рух Hotline Miami, впевненість у таємницях гри будуються аж до фіналу, де гавкучий цинізм пропонується як виправдання того, чому всю цю машину неонового пухнастого та дзюрчащого басу, яскравої крові та роз'єднаної ідентичності було запущено. Але виправдання також вражаюче просте, та сама причина, чому монетки кидали в аркадні автомати, створені в епоху кінця 80-х років, яку Dennaton Games так очевидно шанує. Чому варто звертати увагу на Hotline Miami? Тому що вона існує. Тому що це весело. Тому що вона заслуговує на те, щоб в неї зіграли».

### Нагороди
Гра отримала нагороду «Найкращий звук на ПК» від IGN у рамках нагород «Найкраще 2012 року». Також вона була номінована в категоріях «Найкраща екшн-гра на ПК», «Найкраща історія на ПК», «Найкраща гра на ПК», а також «Найкраща екшн-гра загалом», «Найкраща музика загалом» і «Найкраща гра загалом».
Гра стала лавреатом премії «Найкраща гра шоу» від Eurogamer і Rock, Paper, Shotgun на їхньому першому експо EGX Rezzed. 24 грудня 2012 року журнал PC Gamer нагородив гру в номінації «Найкраща музика 2012 року».
Гра Hotline Miami також отримала нагороди «Найкраща нова IP», «Найкращий геймплей» та «Найкращий саундтрек» на премії Vidya Gaem Awards 2012, а також отримала кілька номінацій у інших категоріях.

### Піратство
При відповіді на питання Eurogamer про проблеми з піратством, Грейм Стрезерс з Devolver Digital сказав: «[Сьодерстрьом] просто вирішив, що він не хоче, щоб люди грали у багатопомилкову версію його гри, яким би чином вони її не отримали. Він хотів, щоб вони отримали патч. Він фактично сказав: «Я не буду критикувати це, це факт життя. Було б гарно, якби хлопці могли знайти в собі силу заплатити за це, але це світ, в якому я знаходжусь, так що, знаєте, ви простоприйняти це таким, яким воно є». Гра була розповсюджена через торрент до неймовірних масштабів.

## Продовження
У інтерв'ю з Джонатаном Сьодерстрьомом і Деннісом Ведіном на Eurogamer, творці розкрили деякі деталі щодо майбутнього додаткового вмісту для гри. На запитання про майбутній завантажуваний контент, творці відповіли: «Я думаю, ми збираємося зробити доволі великий проєкт. Він, ймовірно, буде приблизно такої ж тривалості, як повна гра, тому ми, ймовірно, попросимо за нього плату. Він буде сортовим сиквелом, але з розвитком сюжету. Ми не хочемо розкривати забагато, але, ймовірно, в ньому буде більше ігрових персонажів, ніж у першій грі. І кілька різних історій та підходів. Багато людей запитують про редактор карт для створення власних рівнів, тому ми розглядаємо можливість його створення. Думаю, було б дуже круто дати людям можливість створювати свої власні рівні».
Щодо нового саундтреку, Сьодерстрьом сказав: «Я ще не впевнений стосовно другої гри. В останній раз у нас було дев'ять різних музикантів, що працювали над саундтреком. Здається, кілька з них можуть створити більше треків для сиквелу, але ми також розглядаємо декілька інших груп. Хочемо зберегти свіжість».
Натякаючи на те, що сиквел може бути ще не скоро, Сьодерстрьом наголосив на тому, що він все ще зосереджений на виправленні та вдосконаленні оригінальної гри. Офіційний обліковий запис Hotline Miami в Twitter опублікував фотографії екрана заголовка сиквелу, розкриваючи його повну назву: Hotline Miami 2: Wrong Number. 19 червня 2013 року на каналі Devolver Digital в YouTube був випущений перший тизер-трейлер для сиквелу. Гра спочатку була анонсована на 2014 рік, але в результаті була випущена 10 березня 2015 року.
Комплект Hotline Miami Collection, який включає обидві гри, був випущений для Nintendo Switch 19 серпня 2019 року, для Xbox One 7 квітня 2020 року і для Stadia 22 вересня 2020 року.
Серія коміксів Hotline Miami: Wildlife, складається з 8 частин і була опублікована Behemoth Comics. Фізичні копії коміксів почали розповсюджуватись по книжкових та коміксних магазинах за посередництвом Simon & Schuster та Diamond Comic Distributors з вересня 2020 року у форматі щомісячного видання. Початково комікси були випущені в цифровому форматі в 2016 році.